# Delta Profronde 2003
La Delta Profronde 2003, quarantatreesima edizione della corsa, si svolse il 6 settembre su un percorso di 199 km, con partenza a Middelburg e arrivo a Goes. Fu vinta dall'olandese Stefan van Dijk della squadra Lotto-Domo davanti al belga Geert Omloop e al francese Frédéric Guesdon.

## Ordine d'arrivo (Top 10)
| Pos. | Corridore          | Squadra                      | Tempo    |
| ---- | ------------------ | ---------------------------- | -------- |
| 1    | Stefan van Dijk    | Lotto-Domo                   | 4h14'29" |
| 2    | Geert Omloop       | Palmans-Collstrop            | s.t.     |
| 3    | Frédéric Guesdon   | FDJ                          | s.t.     |
| 4    | László Bodrogi     | Quick Step                   | s.t.     |
| 5    | Maarten den Bakker | Rabobank                     | a 2"     |
| 6    | Jans Koerts        | Bankgiroloterij Cycling Team | a 6"     |
| 7    | Robbie McEwen      | Lotto-Domo                   | s.t.     |
| 8    | Baden Cooke        | FDJ                          | s.t.     |
| 9    | Servais Knaven     | Quick Step                   | a 12"    |
| 10   | Gert Vanderaerden  | Palmans-Collstrop            | a 1'27"  |